# Qtrax
Qtrax är en webbplats som uppger sig erbjuda 25 miljoner låtar för nerladdning utan kostnad. Qtrax finns bara för operativsystemen Windows Vista och Windows XP samt Windows 7. Det kräver också att användaren har .NET Framework 2.0 installerat.